# Robinson et compagnie
Pour plus de détails, voir Fiche technique et Distribution.
Robinson et compagnie est un long métrage d'animation français réalisé par Jacques Colombat, d’après le roman de Daniel Defoe, sorti en 1991. Le film remporte le Grand prix du long métrage au Festival d'Annecy l'année de sa sortie.

## Fiche technique
- Titre français : Robinson et compagnie
- Réalisation : Jacques Colombat
- Scénario : Jean-Pierre Burgart et Jacques Colombat d'après le roman de Daniel Defoe
- Montage : Hélène Viard
- Musique : René-Marc Bini
- Pays d'origine : France
- Format : Couleurs - 35 mm
- Genre : animation
- Durée : 70 minutes
- Date de sortie :
  - France : 25 mai 1991

## Voix
- Jacques François : Robinson Crusoé
- Rolando Faria : Vendredi
- Julien Guiomar : Louis Antoine de Bougainville
- Gérard Hernandez : Dodo
- Benoît Allemane
- Nanette Corey
- Isabelle de Botton
- Guy Grosso
- Didier Hervé

## Production
Il utilise la technique dite traditionnelle d'animation en deux dimensions employant des personnages animés sur celluloïde et se déplaçant sur des décors peints. Le film a été en grande partie produit en Chine, dans le Studio d'animation de Shanghaï. Jacques Colombat décrit[réf. nécessaire] son émerveillement lorsque la personne qui mélange les couleurs à la main arrive toujours à obtenir les mêmes teintes, pour la peinture des personnages sur celluloïde.

## Distinction
Robinson et compagnie a remporté le Grand Prix du long-métrage au Festival international du film d'animation d'Annecy en 1991.